# Dialeurodes vitis
Dialeurodes vitis là một loài côn trùng cánh nửa trong họ Aleyrodidae, phân họ Aleyrodinae.
Dialeurodes vitis được Corbett miêu tả khoa học đầu tiên năm 1935.